# Championnats du monde de vol à ski 1983
 (mars 2017).
Si vous disposez d'ouvrages ou d'articles de référence ou si vous connaissez des sites web de qualité traitant du thème abordé ici, merci de compléter l'article en donnant les références utiles à sa vérifiabilité et en les liant à la section « Notes et références ».
Navigation
Oberstdorf 1981 Planica 1985
La 7e édition des championnats du monde de vol à ski s'est déroulée le 1er janvier 1983 à Harrachov en Tchécoslovaquie.

## Résultats

### Individuel
| Médaille | Concurrent        | Points |
| Or       | Klaus Ostwald     | 1051.0 |
| Argent   | Pavel Ploc        | 1045.5 |
| Bronze   | Matti Nykänen     | 1043.5 |
| 4e       | Armin Kogler      |        |
| 5e       | Richard Schallert |        |
| 6e       | Jiri Parma        |        |